# Sławni Żeglarze
Sławni Żeglarze – seria wydawnicza ukazująca się nakładem Wydawnictwa Morskiego w latach 1967-1988. Składała się z książek będących relacjami powstałymi po wyprawach żeglarskich, napisanych przez uczestników tych wypraw.

## Spis książek wydanych w serii
| LP | Autor                                  | Tytuł                                         | Rok wydania |
| -- | -------------------------------------- | --------------------------------------------- | ----------- |
| 1  | Éric Tabarly                           | Samotne zwycięstwo                            | 1967        |
| 2  | Robert Le Serrec                       | Dookoła świata. 5 lat pod żaglami tuńczykowca | 1969        |
| 3  | David Lewis                            | Córy wiatru                                   | 1971        |
| 4  | Bernard Moitessier                     | Pod żaglami wokół przylądka Horn              | 1971        |
| 5  | Alec Rose                              | Moja „Lively Lady”                            | 1971        |
| 6  | Alain Gerbault                         | W pogoni za słońcem                           | 1972        |
| 7  | Dariusz Bogucki                        | Do brzegów Grenlandii                         | 1973        |
| 8  | Robin Knox-Johnston                    | Mój własny świat                              | 1973        |
| 9  | Alex Carozzo                           | Każdy ocean jest moim domem                   | 1973        |
| 10 | Leonid Teliga                          | Samotny rejs „Opty”                           | 1973        |
| 11 | Éric Tabarly                           | Moje „Pen Duicki”                             | 1973        |
| 12 | David Lewis                            | Dzieci trzech oceanów                         | 1973        |
| 13 | Zbigniew Puchalski                     | „Mirandą” przez Atlantyk                      | 1974        |
| 14 | Andrzej Rościszewski                   | Północne rejsy                                | 1974        |
| 15 | Jack Grout                             | Szlakami flibustierów                         | 1974        |
| 16 | Chay i Maureen Blyth                   | Nowicjusz na pokładzie                        | 1974        |
| 17 | Bernard Moitessier                     | Długa droga                                   | 1975        |
| 18 | Aleksander Kaszowski, Zbigniew Urbanyi | „Eurosem” na Horn                             | 1975        |
| 19 | William Albert Robinson                | Na Wielki Ocean Południowy                    | 1975        |
| 20 | Miles Smeeton                          | Wystarczy raz                                 | 1975        |
| 21 | Alain Colas                            | Dookoła świata po zwycięstwo                  | 1975        |
| 22 | Dougal Robertson                       | Nie ulec oceanowi                             | 1975        |
| 23 | Leszek Kosek                           | Ze wschodu na zachód wokół Hornu              | 1975        |
| 24 | Zdzisław Pieńkawa                      | Żeglarski maraton                             | 1976        |
| 25 | Chay Blyth                             | Niemożliwa podróż                             | 1973        |
| 26 | Gérard Borg                            | Run na wodę                                   | 1974        |
| 27 | Maurice i Maralyn Bailey               | 117 dni na łasce oceanu                       | 1976        |
| 28 | Robert Manry                           | „Tinkerbelle”                                 | 1976        |
| 29 | Jurij Sienkiewicz                      | Na „Ra” przez Atlantyk                        | 1977        |
| 30 | Zdzisław Michalski                     | Oceany i pasaty                               | 1977        |
| 31 | Geoffrey Williams                      | „Sir Thomas Lipton” zwycięża                  | 1977        |
| 32 | Maurice Griffiths                      | Na małych statkach wśród piaszczystych ławic  | 1977        |
| 33 | Aleksander Kaszowski, Zbigniew Urbanyi | Sztormy, lody i powroty                       | 1979        |
| 34 | Marc Linski                            | Żeglarstwo swobodne                           | 1979        |
| 35 | Krystyna Chojnowska-Liskiewicz         | Pierwsza dookoła świata                       | 1979        |
| 36 | David Lewis                            | „Ice Bird”                                    | 1979        |
| 37 | Gérard Janichon                        | „Damien”. Góry lodowe i morza południa        | 1980        |
| 38 | H. W. Tilman                           | „Mischiefem” do lodowych szczytów             | 1980        |
| 39 | Naomi James                            | Sama na oceanach                              | 1981        |
| 40 | Joža Horvat                            | „Besa”. Dziennik podróży                      | 1981        |
| 41 | Jerzy Pisz                             | „Marią” przez Pacyfik                         | 1982        |
| 42 | Richard Konkolski                      | Samotnie przez Atlantyk                       | 1982        |
| 43 | John Voss                              | Łodzią żaglową przez oceany                   | 1982        |
| 44 | Joshua Slocum                          | Samotny żeglarz                               | 1983        |
| 45 | Henryk Jaskuła                         | Non stop dookoła świata                       | 1983        |
| 46 | Tim Severin                            | Podróż „Brendana”                             | 1983        |
| 47 | Patrick Van God                        | „Trismus” w Antarktyce                        | 1983        |
| 48 | Kazimierz Robak                        | „Pogorią” na koniec świata                    | 1984        |
| 49 | Villy de Roos                          | Z Grenlandii do Cieśniny Beringa              | 1987        |
| 50 | Andrzej Urbańczyk                      | Cisze i sztormy                               | 1988        |